# Hallucinations collectives 2016
Le festival des Hallucinations collectives 2016 est la neuvième édition des Hallucinations collectives.

## Déroulement et faits marquants
La neuvième édition du festival a eu lieu du mardi 22 au lundi 28 mars 2016, dans la salle 4 du cinéma Comœdia ; la grande salle 1 accueille les séances d'ouverture et de clôture du festival.
La carte blanche est confiée à la réalisatrice lyonnaise Lucile Hadzihalilovic.

### Projections[1]
| Titre                                                      | Réalisateur(s)                                                     | Année            | Pays                          |
| Film d'ouverture                                           | Film d'ouverture                                                   | Film d'ouverture | Film d'ouverture              |
| ---------------------------------------------------------- | ------------------------------------------------------------------ | ---------------- | ----------------------------- |
| Keep Going (20 min)                                        | Geon Kim                                                           | 2015             | Corée du Sud                  |
| Hardcore Henry                                             | Ilia Naïchouller                                                   | 2015             | Russie- États-Unis            |
| Longs métrages en compétition                              |                                                                    |                  |                               |
| Scare Campaign                                             | Cameron Cairnes et Colin Cairnes                                   | 2016             | Australie                     |
| Southbound                                                 | Roxanne Benjamin, David Bruckner, Patrick Horvath et Radio Silence | 2016             | États-Unis                    |
| Men and Chicken                                            | Anders Thomas Jensen                                               | 2015             | Allemagne- Danemark           |
| Green Room                                                 | Jeremy Saulnier                                                    | 2016             | États-Unis                    |
| Der Nachtmahr                                              | Akiz                                                               | 2016             | Allemagne                     |
| Alone                                                      | Thierry Poiraud                                                    | 2016             | France- Espagne               |
| Blind Sun                                                  | Joyce A. Nashawati                                                 | 2016             | Grèce- France                 |
| Courts métrages en compétition                             |                                                                    |                  |                               |
| The Procedure (4 min)                                      | Calvin Reeder                                                      | 2015             | États-Unis                    |
| The Pride of Strathmoor (8 min)                            | Einar Baldvin                                                      | 2015             | Islande- États-Unis           |
| Greener Grass (15 min)                                     | Paul Briganti                                                      | 2015             | États-Unis                    |
| Leshy (24 min)                                             | Pavel Soukup                                                       | 2015             | République tchèque            |
| Portal To Hell !!! (11 min)                                | Vivieno Caldinelli                                                 | 2016             | Canada                        |
| La Voce (22 min)                                           | David Uloth                                                        | 2015             | Canada                        |
| Manoman (11 min)                                           | Simon Cartwright                                                   | 2015             | Royaume-Uni                   |
| Les Singulières                                            |                                                                    |                  |                               |
| Black Moon                                                 | Louis Malle                                                        | 1975             | France                        |
| La Fille qui en savait trop (La Ragazza Che Sapeva Troppo) | Mario Bava                                                         | 1963             | Italie                        |
| Der Fan                                                    | Eckhart Schmidt                                                    | 1982             | Allemagne                     |
| Zoom sur Jess Franco                                       |                                                                    |                  |                               |
| Les Inassouvies (De Sade 70)                               | Jess Franco                                                        | 1970             | Espagne- Allemagne de l'Ouest |
| Le Cabaret des filles perverses (Blue Rita)                | Jess Franco                                                        | 1977             | Suisse- France                |
| Crimes dans l'extase (She killed in ecstasy)               | Jess Franco                                                        | 1971             | Allemagne de l'Ouest- Espagne |
| Soirée ANIMOKATAK                                          |                                                                    |                  |                               |
| Razorback                                                  | Russell Mulcahy                                                    | 1984             | Australie                     |
| Phase IV                                                   | Saul Bass                                                          | 1974             | Royaume-Uni- États-Unis       |
| Documentaire                                               |                                                                    |                  |                               |
| Le Complexe de Frankenstein                                | Gilles Penso et Alexandre Poncet                                   | 2016             | France                        |
| Cabinet de curiosités                                      |                                                                    |                  |                               |
| Spetters                                                   | Paul Verhoeven                                                     | 1980             | Pays-Bas                      |
| Appel d’urgence (Miracle Mile)                             | Steve De Jarnatt                                                   | 1988             | États-Unis                    |
| Sonny Boy                                                  | Robert Martin Caroll                                               | 1989             | États-Unis                    |
| Innocence                                                  | Lucile Hadžihalilović                                              | 2004             | France                        |
| Carte blanche à Lucile Hadzihalilovic                      |                                                                    |                  |                               |
| Lettres d'un homme mort (Dead Man's Letters)               | Konstantin Lopouchanski                                            | 1986             | Union soviétique              |
| L'Incinérateur de cadavres (The Cremator)                  | Juraj Herz                                                         | 1969             | Tchécoslovaquie               |
| Prison de cristal (In a Glass Cage)                        | Agustí Villaronga                                                  | 1986             | Espagne                       |
| Film de clôture                                            |                                                                    |                  |                               |
| High-Rise                                                  | Ben Wheatley                                                       | 2016             | Royaume-Uni                   |

### Prix
- Compétition longs métrages :
  - Grand prix du festival (prix du public) : Men and Chicken de Anders Thomas Jensen ;
  - Prix du jury presse : Green Room de Jeremy Saulnier.
- Compétition courts métrages :
  - Grand prix du festival (prix du public) : The Pride of Strathmoor de Einar Baldvin ;
  - Prix du jury lycéen : Manoman de Simon Cartwright